# Serviço Canadense de Inteligência de Segurança
Canadian Security Intelligence Service (CSIS) (em francês:  Service canadien du renseignement de sécurité) em (português Serviço Canadense de Inteligência de Segurança) é o serviço de inteligência do governo do Canadá equivalente à CIA americana. É responsável por coletar, analisar e reportar inteligência (informações) que ameacem a segurança nacional do Canadá, e conduz operações no Canadá ou fora dele.
Os órgãos de inteligência do Canadá, país membro do Five Eyes ou Cinco Olhos, trabalham em conjunto com outros órgãos canadenses e estrangeiros, incluindo a CIA e a NSA no exterior. Domesticamente, CSIS trabalha com outros órgãos, entre eles o CSEC e a RCMP.
CSIS é o equivalente canadense da CIA americana e CSEC é o equivalente da NSA.[carece de fontes?]

## Localização
Sua sede está localizada em Ottawa, Ontário, em uma instalação construída para sediar a organização e com a obra concluída em 1995. CSIS responde ao Parlamento do Canadá através do Ministro da Segurança Pública, sendo supervisionado por um Comitê de Revisão de Inteligência Canadense, o "Security Intelligence Review Committee", em inglês.

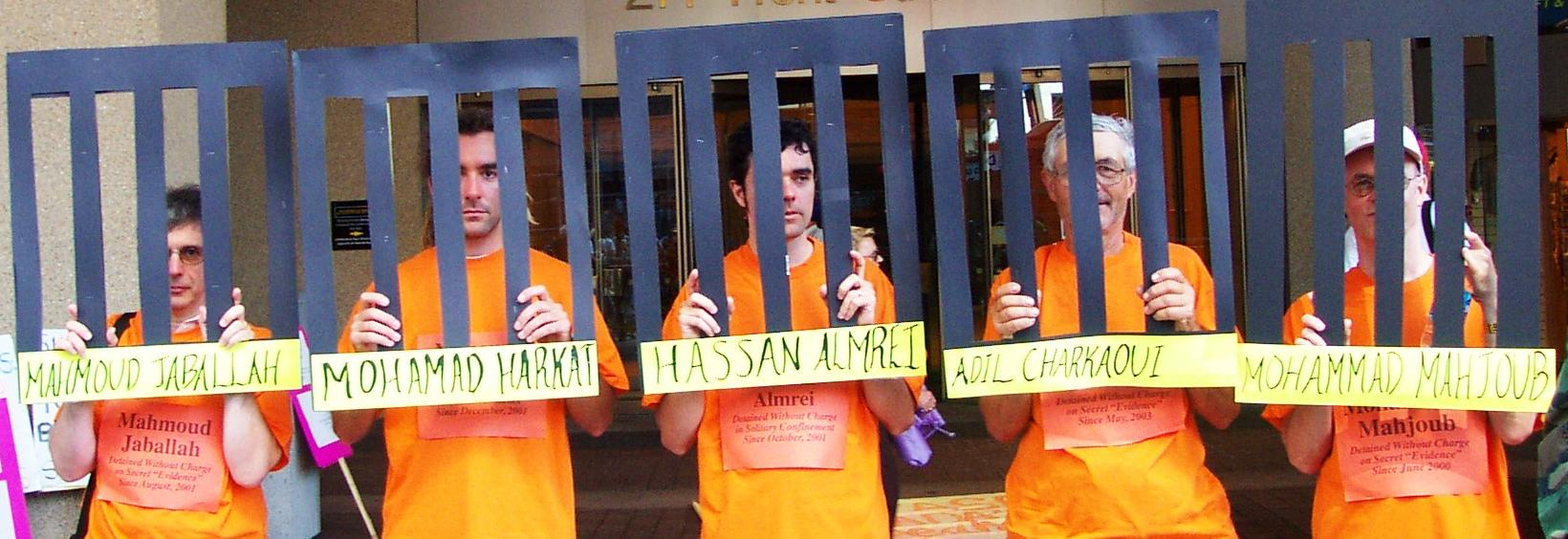
Protesto contra a perseguição de muçulmanos por CSIS, no Canada

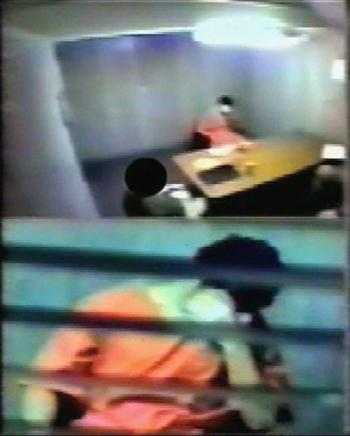
imagem de um vídeo gravado secretamente quando o adolescente de 16 anos Omar Khadr, preso em Guantánamo, foi interrogado por agentes de CSIS. Os agentes canadenses atuaram em Guantánamo com os americanos.

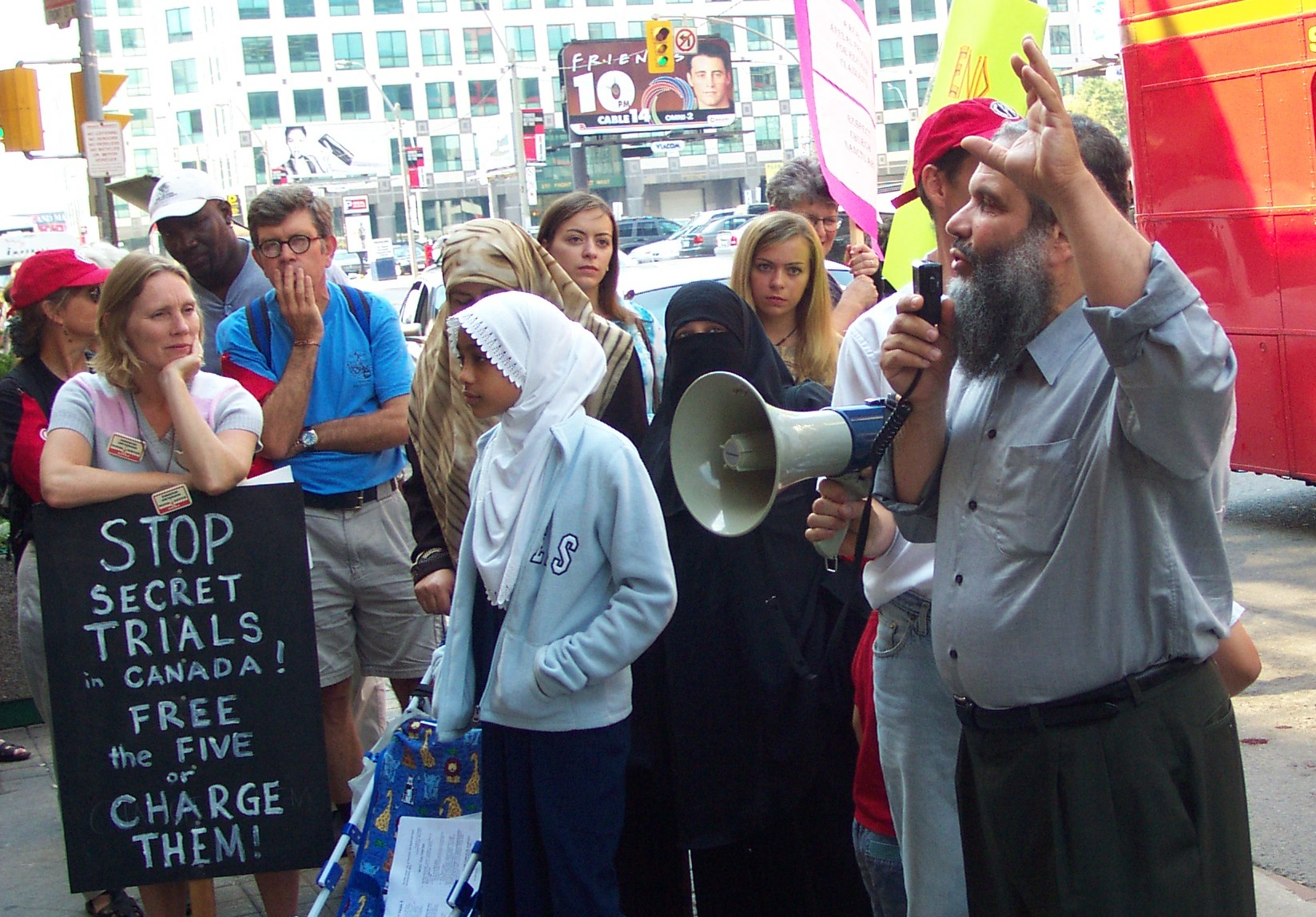
Protesto contra CSIS - 2004 - Julgamentos Secretos no Canada

## Operação
O Serviço Secreto Canadense opera em relacionamento estreito com a CIA. CSIS opera com estreita ligação com o Communications Security Establishment Canada, também conhecido como (CSEC) ou (CSE).

## Controvérsias
Recentes revelações da presença de agentes do serviço secreto canadense em locais relacionados ao programa de tortura americano como a prisão de Guantánamo bem como a participação de agentes do serviço em atividades que levaram a tortura de cidadãos canadenses pela CIA, como o caso do engenheiro Maher Arar têm colocado a agência em posições controvérsias e relacionadas a tortura e sequestros, nos moldes da Operação Condor na América Latina nos Anos de Chumbo.
As revelações da vigilância global feitas por Edward Snowden, trouxeram informações sobre o envolvimento do órgão em atividades que as Cortes canadenses vêem examinando e muitas vezes concluído que CSIS mentiu ou omitiu informações que os Juízes deveriam ter recebido ao examinar casos envolvendo o órgão.

### Espionagem do Brasil
A revelação de que CSEC, parceiro do Serviço Canadense de Inteligência de Segurança (CSIS), tem feito uso de embaixadas canadenses no exterior para operações de espionagem eletrônica em conjunto com os Estados Unidos foi publicada pelo The Guardian em 6 de junho de 2013.
Foi divulgado que através de CSEC o Canada vem espionando no Brasilem assuntos relacionados aos interesses econômicos principalmente americanos.
As recentes revelações de Edward Snowden, mostram que no caso da espionagem no BrasilO Senado Federal Brasileiro abriu investigação cujo foco do colegiado são as denúncias de que os Estados Unidos também fazem espionagem econômica e empresarial. A CPI cogita, inclusive, pedir ao governo russo para trocar informações com o técnico americano Edward Snowden, responsável pelos vazamentos da espionagem, e refugiado naquele país. O Serviço Canadense de Inteligência de Segurança (CSIS), é o equivalente a CIA americana e o Communications Security Establishment Canada (CSEC), o equivalente canadense da NSA americana, foram participantes ativos na espionagem incluindo no caso da espionagem da Petrobrás e do Ministério das Minas e Energia.

## Serviço de Coleta Especial (SCS)
O Serviço de Coleta Especial (SCS) é um programa conjunto da NSA e CIA, confidencial com a função de inserir equipamentos de espionagem em locais de difícil acesso, como embaixadas estrangeiras, consulados, centros de comunicações e instalações de governos estrangeiros. O Canadá, através de suas agências, vem colaborando com o programa.
O governo dos EUA nunca reconheceu oficialmente a sua existência do Serviço de Coleta Especial, e pouco se sabe sobre o tecnologias e técnicas que emprega. Uma das únicas revelações sobre o Serviço emergiu através do livro "Spyworld:How C.S.E. Spies on Canadians and the World, de 1994 (ISBN 978-0385254946) do ex-agente secreto canadense Mike Frost, que revelou que o programa era conhecido pelos agentes do CSEC da época pelo codinome "College Park".
Com as revelações de Edward Snowden sobre a espionagem no Brasil, as indicações são de cooperação de CSIS com as agencias americanas por interesses econômicos.